# Vorykva
La Vorykva (in russo Ворыква?) è un fiume della Russia europea nord-orientale, affluente destro del Vym' nel bacino della Dvina Settentrionale. Scorre nella Repubblica dei Comi, nei rajon Udorskij e Knjažpogostskij.
Ha origine dal Četlasskij Kamen’ (471 m) il punto più alto della catena dei monti Timani, in una zona paludosa. Scorre tra boschi e paludi in una pianura collinare, dapprima in direzione meridionale, poi nel basso corso curva a sud-est. Sfocia nel Vym' a 319 km dalla foce. Ha una lunghezza di 170 km, il suo bacino è di 1 730 km². Non ci sono insediamenti lungo il suo corso.